# Ларкин (тауншип, Миннесота)
Ларкин (англ. Larkin) — тауншип в округе Ноблс, Миннесота, США. На 2000 год его население составило 218 человек.

## География
По данным Бюро переписи населения США площадь тауншипа составляет 92,7 км², из которых 92,6 км² занимает суша, а 0,1 км² — вода (0,08 %).

## Демография
По данным переписи населения 2000 года здесь находились 218 человек, 75 домохозяйств и 60 семей.  Плотность населения —  2,4 чел./км².  На территории тауншипа расположено 80 построек со средней плотностью 0,9 построек на один квадратный километр. Расовый состав населения: 100,00 % белых.
Из 75 домохозяйств в 37,3% воспитывались дети до 18 лет, в 77,3% проживали супружеские пары и в 20,0% домохозяйств проживали несемейные люди. 18,7 % домохозяйств состояли из одного человека, при том 12,0 % из — одиноких пожилых людей старше 65 лет. Средний размер домохозяйства — 2,91, а семьи — 3,35 человека.
31,2 % населения младше 18 лет, 5,5 % в возрасте от 18 до 24 лет, 25,2 % от 25 до 44, 23,4 % от 45 до 64 и 14,7 % старше 65 лет. Средний возраст — 35 лет. На каждые 100 женщин приходилось 107,6 мужчин.  На каждые 100 женщин старше 18 приходилось 108,3 мужчин.
Средний годовой доход домохозяйства составлял 31 875 долларов, а средний годовой доход семьи —  38 750 долларов. Средний доход мужчин —  21 364  доллара, в то время как у женщин — 17 188. Доход на душу населения составил 13 805 долларов. За чертой бедности находились 13,8 % семей и 15,8 % всего населения тауншипа, из которых 20,3 % младше 18 и 27,9 % старше 65 лет.